# Прапор Курилівки (Куп'янський район)
Пра́пор Кури́лівки — один з офіційних символів села Курилівка, Куп'янський район Харківської області, затверджений рішенням сесії Курилівської сільської рада.

## Опис прапора
Квадратне полотнище з вміщеними на ньому кольорами і фігурами малого герба.